# Албетоне
Албето̀не (на италиански: Albettone; на венециански: Albetòn, Албетон) е село и община в Северна Италия, провинция Виченца, регион Венето. Разположено е на 19 m надморска височина. Населението на общината е 2081 души (към 2015 г.).